# Luigi's Mansion
Luigi's Mansion (ルイージマンション Ruīji Manshon) er et adventurespil udviklet af Nintendo Entertainment Analysis and Development og udgivet af Nintendo til Nintendo GameCube. Det blev udgivet i Japan 14. september 2001, i Nordamerika 18. november 2001 og i Europa 3. maj 2002. Spillet var en lanceringstitel for GameCube, den første store Nintendo-konsol med en lanceringstitel uden Mario i hovedrollen.
Spillet foregår i et hjemsøgt herskabshus, hvor Luigi leder efter sin bror Mario. For at hjælpe Luigi i sin søgen, har en gammel professor ved navn Elvin Gadd udstyret ham med "Poltergust 3000", en støvsuger, der bruges til at fange spøgelser, og en "Game Boy Horror", et apparat, der bruges til at kommunikere med Gadd.
Luigi's Mansion blev relativt godt modtaget af spilanmelderne, til trods for at blive kritiseret for sin længde. Spillet har solgt over 2,5 millioner kopier, og er det femte bedstsælgende spil til Nintendo GameCube. Det var også et af de første spil, som blev udgivet på nyt som en Player's Choice-titel.
| computerspil | Spire Denne computerspilsrelaterede artikel er en spire som bør udbygges. Du er velkommen til at hjælpe Wikipedia ved at udvide den. |